# Alt Maestrat
Alt Maestrat (Tiếng Tây Ban Nha: Alto Maestrazgo) là một ’’comarca’’ trong tỉnh Castellón, Cộng đồng Valencian, Tây Ban Nha.

## Các đô thị bên trong
- Albocàsser
- Ares del Maestre
- Benasal
- Catí
- Culla
- Tírig
- La Torre d'En Besora
- Vilar de Canes
- Villafranca del Cid